# Film in 1981
Dit artikel gaat over de film in het jaar 1981.

## Succesvolste films
De tien films uit 1981 die het meest opbrachten.
| Rang | Titel                   | Distributeur       | Opbrengst wereldwijd |
| ---- | ----------------------- | ------------------ | -------------------- |
| 1    | Raiders of the Lost Ark | Paramount Pictures | $ 353.988.025        |
| 2    | On Golden Pond          | Universal Pictures | $ 119.285.432        |
| 3    | Arthur                  | Warner Bros.       | $ 95.461.682         |
| 4    | Stripes                 | Columbia Pictures  | $ 85.297.000         |
| 5    | The Cannonball Run      | 20th Century Fox   | $ 72.179.579         |
| 6    | Chariots of Fire        | Warner Bros.       | $ 58.972.904         |
| 7    | For Your Eyes Only      | United Artists     | $ 54.812.802         |
| 8    | The Four Seasons        | Universal Pictures | $ 50.427.646         |
| 9    | Time Bandits            | Embassy Pictures   | $ 42.365.581         |
| 10   | Clash of the Titans     | MGM                | $ 41.092.328         |

## Lijst van films
- L'Abîme des morts-vivants (Spaanse titel: La tumba de los muertos vivientes)
- Absence of Malice
- An American Werewolf in London
- Le bahut va craquer
- Beau-père
- Het begin
- Blow Out
- Body Heat
- Das Boot
- Brugge, die stille
- The Cannonball Run
- Carbon Copy
- Caveman
- Chanel Solitaire
- Chariots of Fire
- Charlotte
- Christiane F. - Wir Kinder vom Bahnhof Zoo
- Clash of the Titans
- Coup de torchon
- Death Hunt
- Diva
- Dragonslayer
- Endless Love
- Escape from New York
- Escape to Victory
- The Evil Dead
- Excalibur
- Eye of the Needle
- La Femme d'à côté
- For Your Eyes Only
- Frank en Frey (Engelse titel: The Fox and the Hound)
- The French Lieutenant's Woman
- Friday the 13th Part 2
- Gallipoli
- Garde à vue
- Gekkenbriefje
- The Gods Must Be Crazy
- The Great Muppet Caper
- Greenwich
- La Guerre du feu
- Halloween II
- The Harlem Globetrotters on Gilligan's Island
- Heimat
- History of the World, Part I
- Hoge hakken, echte liefde
- Hôtel des Amériques
- The Howling
- Humanoid Woman
- Ik ben Joep Meloen
- Invaders from the Deep
- Killjoy
- Knightriders
- The Last Chase
- Lucifer
- Mad Max 2: The Road Warrior
- Het meisje met het rode haar
- Mephisto
- Mommie Dearest
- The Munsters' Revenge
- The Muppets Go to the Movies
- My Dinner with Andre
- Nighthawks
- Omen III: The Final Conflict
- On Golden Pond
- Only When I Laugh
- Outland
- The Postman Always Rings Twice
- De Pretenders
- Prince of the City
- Ragtime
- Raiders of the Lost Ark
- Reds
- Rich and Famous
- Roadgames
- Roar
- Scanners
- La soupe aux choux
- Stripes
- Taps
- Tarzan, the Ape Man
- Te gek om los te lopen
- De Terugtocht
- Thief
- Time Bandits
- Tre fratelli
- True Confessions
- Twee vorstinnen en een vorst
- Les Uns et les Autres
- Het verboden bacchanaal
- Een vlucht regenwulpen
- Vuk
- The Wave
- Ziel
- Zorro, the Gay Blade

1870-1879 · 1880-1889 · 1890 · 1891 · 1892 · 1893 · 1894 · 1895 · 1896 · 1897 · 1898 · 1899 · 1900 · 1901 · 1902 · 1903 · 1904 · 1905 · 1906 · 1907 · 1908 · 1909 · 1910 · 1911 · 1912 · 1913 · 1914 · 1915 · 1916 · 1917 · 1918 · 1919 · 1920 · 1921 · 1922 · 1923 · 1924 · 1925 · 1926 · 1927 · 1928 · 1929 · 1930 · 1931 · 1932 · 1933 · 1934 · 1935 · 1936 · 1937 · 1938 · 1939 · 1940 · 1941 · 1942 · 1943 · 1944 · 1945 · 1946 · 1947 · 1948 · 1949 · 1950 · 1951 · 1952 · 1953 · 1954 · 1955 · 1956 · 1957 · 1958 · 1959 · 1960 · 1961 · 1962 · 1963 · 1964 · 1965 · 1966 · 1967 · 1968 · 1969 · 1970 · 1971 · 1972 · 1973 · 1974 · 1975 · 1976 · 1977 · 1978 · 1979 · 1980 · 1981 · 1982 · 1983 · 1984 · 1985 · 1986 · 1987 · 1988 · 1989 · 1990 · 1991 · 1992 · 1993 · 1994 · 1995 · 1996 · 1997 · 1998 · 1999 · 2000 · 2001 · 2002 · 2003 · 2004 · 2005 · 2006 · 2007 · 2008 · 2009 · 2010 · 2011 · 2012 · 2013 · 2014 · 2015 · 2016 · 2017 · 2018 · 2019 · 2020 · 2021 · 2022 · 2023 · 2024 · 2025